# O Emergente
O Emergente é o primeiro extended play (EP) da banda brasileira Os Nazaritos, gravado durante o ano de 2016. É o primeiro projeto do grupo depois do hiato de doze anos vividos pelo grupo.[carece de fontes?]
O repertório mescla duas faixas inéditas com duas regravações. "O Emergente", faixa-título, foi carro-chefe do disco.
| Críticas profissionais | Críticas profissionais |
| Avaliações da crítica  | Avaliações da crítica  |
| Fonte                  | Avaliação              |
| ---------------------- | ---------------------- |
| Super Gospel           | [ 2 ]                  |

## Faixas
1. "O Emergente"
2. "Jesus É Demais"
3. "Beleléu"
4. "Dias Felizes"